# جبل السمراء
جبل السمراء جبل يقع إلى الشرق من مدينة حائل ويروى أن حاتم الطائي كان يُشعل نارا على رأس ذلك الجبل المعروفة باسم "الموقدة"، ليستدل على منازله المسافرون وعابروا الطريق. واستخدم الجبل لأغراض عسكرية في عهد دولة آل رشيد التي كانت حائل عاصمتها، إذ كان يطل على السهول الشرقية لمنطقة حائل وحتى هضبة نجد.

## منتزه جبل السمراء
تولت إحدى الشركات مؤخرا إنشاء منتزه ترفيهي في أعلى الجبل وقامت بشق طريق يصل حتى قمته المنبسطة ويحظى بزوار على مدار الساعة ويقصده أهالي المنطقة في أوقات المطر وليالي الصيف لإطلالته المتميزة على المدينة. أقامت أمانة المنطقة أيضا حديقة كبيرة وبحيرات ومسطحات خضراء في سفح الجبال تمتد حتى وادي الأديرع الذي يخترق مدينة حائل من جهتها الشرقية ويمر وسط سهال جبل السمراء.وتوجد به آثار من العصر الحجري تسمى مصائد الغزلان وعددها 2 وقد قام المنتزه الترفيهي بالاعتداء على جزء من إحداهما.